# George F. Richardson

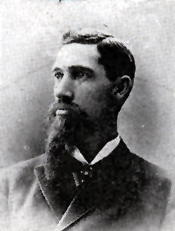
George F. Richardson

George Frederick Richardson (* 1. Juli 1850 in Jamestown, Ottawa County, Michigan; † 1. März 1923 in Bellevue, Washington) war ein US-amerikanischer Politiker. Zwischen 1893 und 1895 vertrat er den Bundesstaat Michigan im US-Repräsentantenhaus.

## Werdegang
George Richardson besuchte die öffentlichen Schulen seiner Heimat und arbeitete anschließend in der Landwirtschaft sowie im Handel. Außerdem war er acht Jahre lang Ratsschreiber (Township Clerk) seines Heimatortes. Im Jahr 1893 zog er nach Grand Rapids. Politisch war er Mitglied der Demokratischen Partei. Zwischen 1885 und 1887 sowie nochmals von 1891 bis 1892 saß er als Abgeordneter im Repräsentantenhaus von Michigan. In den beiden letzten Jahren war er Präsident dieser Kammer.
Bei den Kongresswahlen des Jahres 1892 wurde Richardson im fünften Wahlbezirk von Michigan in das US-Repräsentantenhaus in Washington, D.C. gewählt, wo er am 4. März 1893 die Nachfolge von Charles E. Belknap antrat, den er bei der Wahl geschlagen hatte. Belknap legte anschließend erfolglos Widerspruch gegen den Ausgang der Wahl an. Da er im Jahr 1894 auf eine weitere Kandidatur verzichtete, konnte Richardson bis zum 3. März 1895 nur eine Legislaturperiode im Kongress absolvieren.
Nach seinem Ausscheiden aus dem US-Repräsentantenhaus betrieb in Grand Rapids eine Milchfarm. Im Jahr 1904 zog Richardson nach Kennewick im Bundesstaat Washington, wo er ebenfalls in der Landwirtschaft arbeitete. Außerdem stieg er unter anderem in das Tankstellengeschäft ein. Richardson wurde zwei Mal zum Bürgermeister von Kennewick gewählt. Außerdem leitete er den dortigen Schulausschuss. Im Jahr 1916 zog er nach Ellensburg, wo er weiterhin seinen Geschäften nachging. 1919 zog er sich in den Ruhestand zurück, den er in Bellevue verbrachte. Dort ist er am 1. März 1923 auch verstorben.